# Folkets maktparti
Folkets maktparti (Engelska: People Power Party (PPP); Koreanska: 국민의힘) (tidigare Förenade framtidspartiet; 미래통합당) är ett konservativtpolitiskt parti i Sydkorea. Det är det andra största partiet i Sydkoreas nationalförsamling. 
Folkets maktparti (People Power Party, PPP) har döpts om ett flertal gånger under årens lopp. Före 2012 hette det Stora nationella partiet och därefter Saenuripartiet. Men 2017 döptes det om till Koreas frihetsparti. Det var ett sätt att undvika att förknippas med den korruptionsskandal som uppdagades hösten 2016 och som ledde till att president Park Geun-Hye tvingades avgå. I samband med att en riksrättsprocess inleddes mot Park i december 2016 splittrades partiet, då ett 30-tal partianhängare som var negativa till Park och hennes agerande bildade ett nytt högerparti, Bareunpartiet. I början av 2020 kom ännu ett namnbyte. Nu kallade det sig för Förenade framtidspartiet sedan två borgerliga småpartier anslutit sig. Folkets maktparti blev näst största parti i parlamentsvalet 2024. 